# Slutj
Slutj (ukrainska: Случ) är en 451 kilometer lång flod i Ukraina. Floden är biflod till Horyn. 
Slutj har sin källa i provinsen Chmelnytskyj och flyter sedan norrut genom provinserna Zjytomyr och Rivne innan den rinner ut i Horyn strax innan gränsen till Vitryssland.